# Mont Feathertop
Le mont Feathertop est le deuxième plus haut sommet de l'État australien du Victoria en Australie. Il culmine à 1 922 mètres. La neige qui reste dans les ravins sur le sommet au printemps a l'apparence de plumes - d'où le nom de Feathertop (« sommet emplumé »). 

## Végétation
Des forêts principalement d'Eucalyptus regnans couvrent les pentes les plus basses, remplacés progressivement par des Eucalyptus pauciflora lorsqu'on s'élève au-dessus de 1 000 mètres. Au-dessus de la limite des arbres, la végétation devient de la prairie alpine.

## Voies d'accès
Les principales voies d'accès sont les voies Razorback, Bungalow Spur et North-West Spur. La Razorback est une promenade très populaire en été et une piste de ski très spectaculaire en hiver. La Razorback commence près de la station de ski du mont Hotham et est l'itinéraire le plus court pour accéder au sommet. La proximité de la station de ski du mont Hotham a conduit le mont Feathertop à devenir un seconde destination de ski. Le Bungalow Spur commence près de Harrietville. Il commence à une altitude de seulement 480 m et après les premiers kilomètres, se transforme en lacets raides jusqu'au sommet de la montagne

## Refuges de montagne
Il y a deux refuges sur la montagne. Le refuge du club alpin de l'Université de Melbourne (MUMC) est situé sur la North-West Spur à proximité de la ligne des arbres. Il a une forme de dôme, et a une chambre en haut. Le refuge de la Fédération est situé au début de la Bungalow Spur près de Little Feathertop et a été reconstruit en 2005 après avoir été détruit par des feux de forêt en 2003.

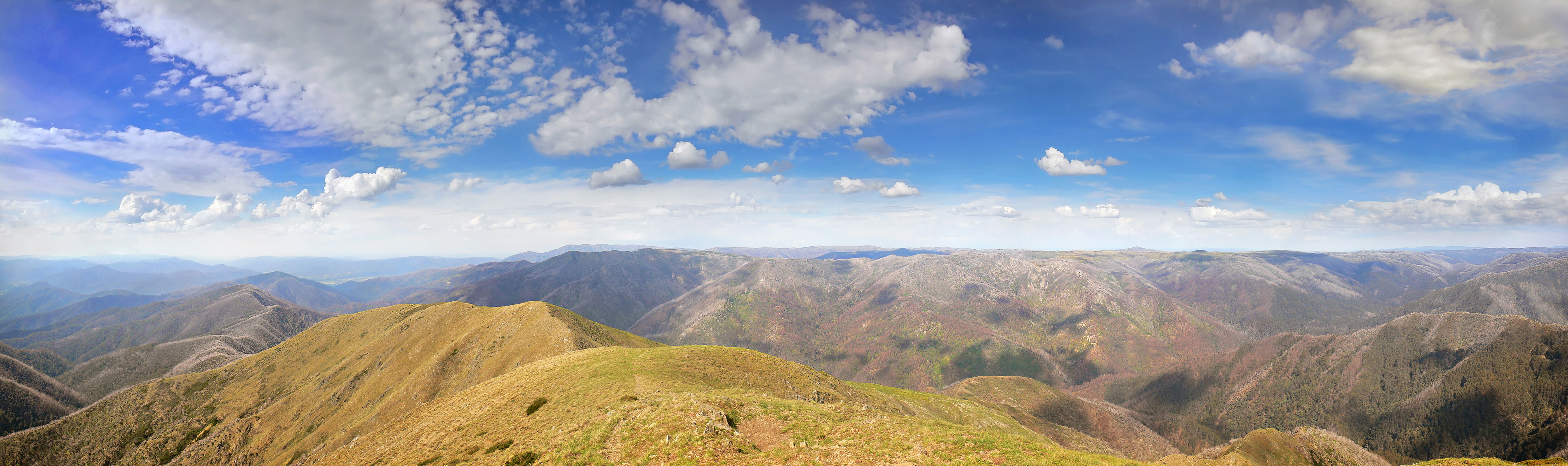
Vue vers le sud depuis le mont Feathertop